# Krzysztof Mikuła
Krzysztof Józef Mikuła (Katowice, 3 de julho de 1974) é um político da Polónia.
Ele foi eleito para a Sejm em 25 de Setembro de 2005 com 10208 votos em 31 no distrito de Katowice, candidato pelas listas do partido Prawo i Sprawiedliwość.